# Сен-Вит (Бельгия)
Сен-Вит (фр. Saint-Vith, нем. Sankt-Vith) — город в Валлонии, расположенный в провинции Льеж, принадлежит Немецкому языковому сообществу Бельгии. Название города связано с именем Святого Вита. Первое упоминание в церковных документах относится к 1130 году. По данным на 1 января 2013 года, население составляет 9451 человек.